# هالسبورگ (تگزاس)
هالسبورگ، تگزاس (به انگلیسی: Hallsburg, Texas) یک شهر در ایالات متحده آمریکا با جمعیت ۵۱۸ نفر است که در تگزاس واقع شده‌است.

## موقعیت جغرافیایی
موقعیت جغرافیایی شهرها و مناطق اطراف به شرح زیر است: